# Vadim Shikarev
Vadim Shikarev (russe : Вадим Шикарев, né le 15 novembre 1968 à Katan en RSS d'Ouzbékistan en Union soviétique -  mort en février 2001) est un archer soviétique puis kazakhstanais.

## Biographie
Shikarev fait ses premières fortes impressions sur le circuit international en 1989, alors qu'il remporte une médaille d'or lors des championnats du monde dans l'épreuve par équipe. C'est en 1992 qu'il participe à ses premiers Jeux olympiques avec l'Équipe unifiée qui se forme à la suite de la chute de l'URSS. Dans cette compétition, il finit 7e à l'individuel et 8e en équipe. Il participe à deux autres Jeux olympiques, en 1996 puis en 2000 tous les deux en représentant le Kazakhstan.

## Palmarès
- Jeux olympiques[2]
  - 7e à l'épreuve individuelle aux Jeux olympiques de 1992 à Barcelone.
  - 8e à l'épreuve par équipe aux Jeux olympiques de 1992 à Barcelone (avec Stanislav Zabrodski et Vladimir Iecheïev).
  - 30e à l'épreuve individuelle aux Jeux olympiques de 1996 à Atlanta.
  - 13e à l'épreuve par équipe aux Jeux olympiques de 1996 à Atlanta (avec Vitaly Shin et Sergey Martynov).
  - 12e à l'épreuve individuelle aux Jeux olympiques de 2000 à Sydney.
  - 7e à l'épreuve par équipe aux Jeux olympiques de 2000 à Sydney (avec Stanislav Zabrodski et Aleksandr Li).

- Championnats du monde
  -  Médaille d'or à l'épreuve par équipe homme aux championnats du monde de 1989 à Lausanne (avec Stanislav Zabrodski et Vladimir Iecheïev)[1].
  -  Médaille d'argent à l'épreuve par équipe homme aux championnats du monde de 1991 à Cracovie (avec Stanislav Zabrodski et Vladimir Iecheïev)[3],[N 1]
  -  Médaille d'argent à l'épreuve individuelle homme aux championnats du monde de 1991 à Cracovie[3],[N 1]